# Ромбандеева, Евдокия Ивановна
Евдоки́я Ива́новна Ромбанде́ева (22 апреля 1928, д. Хошлог, Саранпаульск. с. п., Берёзовский район — 3 января 2017, Ханты-Мансийск) — российский учёный-финно-угровед мансийского происхождения, специалист по мансийскому языку, составитель первого мансийско-русского и русско-мансийского словаря, доктор филологических наук (1998), руководитель отдела языка, литературы и фольклора Научно-исследовательского института социально-экономического и национально-культурного возрождения обско-угорских народов (г. Ханты-Мансийск). На основе экспериментальных данных доказала, что в мансийском языке имеется не шесть, а двенадцать гласных фонем.

## Биография
Окончила филологический факультет Ленинградского государственного университета.
C 1957 по 1968 год работала в Ленинградском отделении Института языкознания АН СССР. В 1964 году защитила кандидатскую диссертацию «Каузативные глаголы в современном мансийском языке».
В 1968—1990 годах работала в московском Институте языкознания.
С 1990 по 1991 год — руководитель лаборатории Института истории, филологии и философии СО АН СССР, г. Новосибирск.
15 октября 1998 года защитила докторскую диссертацию в форме научного доклада по теме «Структура современного мансийского (вогульского) языка» (официальные оппоненты Ю. В. Андуганов, В. К. Кельмаков, Г. И. Лаврентьев).
Заслуженный деятель науки РФ (1994). Награждена медалью «Ветеран труда» (СССР), медалью ордена «За заслуги перед Отечеством» II степени.